# Нинцзинь (Дэчжоу)
Нинцзи́нь (кит. упр. 宁津, пиньинь Níngjīn) — уезд городского округа Дэчжоу провинции Шаньдун (КНР). Название уезда означает «спокойная переправа» и связано с тем, что в средние века административный центр уезда был уничтожен наводнением и перенесён на другое место.

## История
При империи Восточная Вэй в 534 году здесь был образован уезд Хусу (胡苏县). Во времена империи Северная Ци в 553 году он был присоединён к уезду Чжунпин (重平县), но при империи Суй в 596 году создан вновь. При империи Тан в 742 году уезд Хусу был переименован в Линьцзинь (临津县). При империи Сун в 1053 году он был присоединён к уезду Наньпи, но при империи Цзинь в 1127 году создан вновь. Осенью 1128 года после большого наводнения административный центр уезда был перенесён на 12 ли к востоку, а уезд из Линьцзинь («перед переправой») был переименован в Нинцзинь («спокойная переправа»). 
Во времена империи Мин уезд вошёл в состав Хэцзяньской управы провинции Бэйчжили (при империи Цин переименованной в Чжили). После Синьхайской революции в Китае была проведена реформа структуры административного деления, в ходе которой управы были упразднены, и с 1913 года уезд стал подчиняться властям провинции Чжили (в 1928 году переименованной в Хэбэй).
В 1940 году в память о коммунисте Ма Чжэньхуа, павшем в боях с японцами, уезд был переименован в Чжэньхуа (振华县). В 1949 году ему было возвращено название Нинцзинь.
В 1950 году был образован Специальный район Дэчжоу (德州专区), и уезд вошёл в его состав. В 1952 году была изменена граница между провинциями Хэбэй и Шаньдун, и уезд перешёл в состав Специального района Цансянь (沧县专区) провинции Хэбэй. В июне 1958 года Специальный район Цансянь был присоединён к специальному району Тяньцзинь (天津专区), а в декабре был расформирован, и уезд перешёл в непосредственное подчинение города Тяньцзинь. В 1961 году Специальный район Цансянь был воссоздан под названием Специальный район Цанчжоу (沧州专区), и уезд вновь вошёл в его состав. В декабре 1964 года опять была изменена граница между провинциями Хэбэй и Шаньдун, и уезд вновь оказался в составе Специального района Дэчжоу. В 1967 году Специальный район Дэчжоу был переименован в Округ Дэчжоу (德州地区).
Постановлением Госсовета КНР от 17 декабря 1994 года были расформированы город Дэчжоу и округ Дэчжоу, и образован городской округ Дэчжоу.

## Административное деление
Уезд делится на 2 уличных комитета, 9 посёлков и 1 волость.